# Lohusuu
Lohusuu (em estoniano:  Lohusuu vald) é um município rural estoniano localizado na região de Ida-Virumaa.